# Aprilia RSV4 Factory
Aprilia RSV4 Factory – włoski motocykl sportowy produkowany przez Aprilia  od 2009 roku.

## Dane techniczne/Osiągi
Silnik: V4

Pojemność silnika: 998,2 cm³

Moc maksymalna: 180KM/12500 obr./min

Maksymalny moment obrotowy: 115 Nm/10000 obr./min

Prędkość maksymalna: 297km/h

Przyspieszenie 0-100 km/h: 3,2 s